# AFC North
A American Football Conference North Division ou AFC North (em português, Divisão Norte da Conferência Americana de Futebol Americano ou AFC Norte), é uma divisão da American Football Conference (AFC) da National Football League (NFL). Pouco antes do começo da temporada de 2002, quando a liga foi realinhada para comportar os 32 times, a AFC North substituiu a AFC Central, uma divisão que existiu desde 1970 até 2001. Originariamente, a AFC North era a nomeada AFC Central e as franquias que a integravam eram: Houston Oilers (atual Tennessee Titans), Cleveland Browns, Cincinnati Bengals e Pittsburgh Steelers. A partir da temporada 1995, o Jacksonville Jaguars foi criado e incluído na AFC Central. Atualmente, quatro franquias fazem parte da divisão: Baltimore Ravens, Cincinnati Bengals, Cleveland Browns e Pittsburgh Steelers.
Mesmo com os Bengals sendo participantes da extinta American Football League (AFL) a partir da temporada de 1966, pode se dizer que a AFC North é a única divisão da AFC que não contém um membro da AFL. Na época houve um acordo, antes da junção entre AFL e NFL, para que os Bengals fizessem parte da AFL como condição para que a franquia fizesse parte futuramente da NFL (a fusão foi concretizada em 1970).
Das atuais franquias participantes da divisão, três delas tem suas histórias interligadas: Bengals e Browns foram fundados pelo ex-técnico Paul Brown e os Ravens são os Cleveland Browns originais, cuja mudança de cidade ocorreu em 1996. Dos quatro times da divisão, apenas os Steelers, que são mais antigos que os Browns originais, não têm ligação com Paul Brown.
Os Steelers são a franquia com a maior quantidade de títulos de divisão entre seus quatro membros e, também, os atuais vencedores da AFC North, conquistando, na temporada 2016, seu vigésimo segundo título.

## História da divisão

### Anos 1970
Após a fusão entre AFL e NFL em 1970, Cleveland Browns e Pittsburgh Steelers se tornaram integrantes da AFC. A divisão AFC Central foi criada e seus membros foram: Pittsburgh Steelers, Cleveland Browns, Cincinnati Bengals (vindo da West Division da AFL) e Houston Oilers (atual Tennessee Titans, vindo da East Division da AFL). Apesar dos Bengals terem conquistado o título da divisão na temporada de 1970, os Steelers dominaram a divisão na maior parte da década, sendo, inclusive, campeões do Super Bowl quatro vezes na década.

### Anos 1980
Na temporada de 1980 o Cleveland Browns quebrou a sequência de seis títulos de divisão seguidos dos Steelers, mas foi eliminado na pós-temporada pelo Oakland Raiders, no jogo que ficou marcado pela jogada conhecida como Red Right 88. Na década de 80, a única equipe da AFC Central a chegar no Super Bowl foram os Bengals, mas os mesmos foram derrotados pelo San Francisco 49ers nos Super Bowls XVI e XXIII.

### Anos 1990
Os Steelers voltaram a ser a franquia dominante da divisão em 1992. Eles venceram cinco títulos de divisão em um período de seis anos e disputaram o Super Bowl XXX, mas saíram derrotados pelo Dallas Cowboys. Em 1992, os Oilers fizeram parte de um dos jogos de pós-temporada mais famosos da história da NFL. Em um jogo que ficou conhecido como The Comeback, os Oilers foram derrotados pelo Buffalo Bills na maior virada da história da liga. Após estarem vencendo por 32 pontos de diferença (35 a 3), os Bills venceram os Oilers na prorrogação, por 41 a 38.
Em 1995, o Jacksonville Jaguars iniciou a sua participação na liga e foi incluído na AFC Central, sendo esta a primeira mudança na estrutura da divisão desde a sua criação, e acrescentou uma segunda equipe do sul dos Estados Unidos na divisão. Em 1996, em uma das mais polêmicas decisões da história dos esportes americanos, os Browns se mudaram para Baltimore e foram renomeados Baltimore Ravens. Em seguida, em 1997, os Oilers se mudaram para Tennessee (em 1999 a franquia seria renomeada para Tennessee Titans), mas permaneceram na divisão. Em 1999, a formação da divisão seria alterada mais uma vez com a recriação do Cleveland Browns. Com essas alterações, nas temporadas de 1999, 2000 e 2001 a AFC Central teve seis franquias participantes.
Na década, a divisão foi representada duas vezes no Super Bowl. Os Steelers foram derrotados pelo Dallas Cowboys no Super Bowl XXX e os Titans chegaram ao Super Bowl XXXIV, mas perderam o jogo por uma jarda, no primeiro Super Bowl decidido na prorrogação. Para chegar ao Super Bowl XXXIV, os Titans eliminaram os Bills no AFC Divisional Round em um jogo que ficou conhecido como Music City Miracle, sete anos após a virada histórica ocorrida em 1992 (The Comeback). Neste jogo, faltando 16 segundos para o término da partida, os Titans perdiam por 16 a 15, mas marcaram um touchdown em retorno de kickoff e venceram o jogo por 22 a 16.

### Anos 2000
A década começou com os Ravens vencendo o Super Bowl XXXV. A defesa liderada pelo linebacker Ray Lewis ficou conhecida como uma das melhores defesas da história da liga.
Em 2002, a NFL realinhou as franquias em oito divisões de quatro equipes cada. Os Jaguars, vencedores da AFC Central em 1998 e 1999 e os Titans, vencedores da AFC Central em 2000 foram movidos para a AFC South, enquanto as outras quatro equipes permaneceram a divisão, que foi renomeada para AFC North. Como parte de um acordo feito com a NFL em 1995, após a mudança dos Browns para Baltimore, os Bengals, os Browns e os Steelers obtiveram a garantia de permanecer na mesma divisão independente de qualquer circunstância. Com essas mudanças, a AFC North é a divisão da liga, entre as oito existentes, que tem a menor distância geográfica entre as cidades que sediam as franquias participantes.
Em 2005, apesar de se classificarem para a pós-temporada em segundo lugar na divisão, ficando atrás dos Bengals, os Steelers se tornaram a primeira franquia na história da liga a entrar na pós-temporada como a pior campanha entre os seis classificados da conferência e mesmo assim conquistar o Super Bowl.
Nas temporadas 2002 e 2008, os Steelers venceram todos os jogos de temporada regular contra os rivais da divisão e também os jogos de pós-temporada (2002, contra os Browns e 2008 contra os Ravens). Na década, a única franquia a também conseguir vencer todos os jogos de temporada regular contra seus rivais de divisão foram os Bengals, em 2009, ao vencer seus três primeiros jogos contra os rivais de divisão, da semana 3 a semana 5, por três pontos de vantagem. Por causa desses jogos com placares com diferenças tão pequenas, os Bengals foram apelidados na época de Cardiac Cats, apelido dado ao Carolina Panthers na temporada de 2003 e comumente utilizado com outras franquias que tem felinos em seus nomes e que vencem jogos por diferenças pequenas de pontos. Os Bengals venceram a divisão pela primeira vez desde 2005, na semana 16, com uma vitória sobre o Kansas City Chiefs, por 17 a 10. No entanto, na pós-temporada os Bengals foram eliminados pelo New York Jets ao serem derrotados em casa por 24 a 14. Na mesma temporada, os Ravens venceram três dos últimos quatro jogos da temporada terminando-a com 9 vitórias e 7 derrotas e conquistando a sexta vaga na pós-temporada. No primeiro jogo, os Ravens venceram o New England Patriots no Foxboro Stadium por 33 a 14. Na fase seguinte, os Ravens foram eliminados pelo Indianapolis Colts ao perder o jogo por 20 a 3.
Em 2008, os Steelers se tornaram a primeira equipe a ser duas vezes campeã de divisão desde 2002. Na mesma temporada, a franquia venceu o Super Bowl XLIII, o segundo dos Steelers em um período de quatro anos e o sexto no total, sendo assim a franquia com maior quantidade de conquistas de Super Bowl na liga.

### Anos 2010
Os Ravens foram novamente campeões da divisão em 2011 e 2012, sendo que na segunda foi campeão no Super Bowl XLVII ao vencer o San Francisco 49ers, conquistando assim o segundo Super Bowl da história da franquia.
Em 2015, os Bengals tornaram-se a primeira equipa da história da divisão (contando AFC North e AFC Central) a iniciar uma temporada com 8 vitórias seguidas. Naquele ano, os Bengals terminaram a temporada com 12 vitórias e 4 derrotas e assim venceram a divisão pela segunda vez em um período de três anos. O quarterback Andy Dalton estava tendo a melhor temporada, entre as cinco de sua carreira, mas quebrou o polegar no dia 13 de dezembro, em jogo contra os Steelers, fazendo com que ele perdesse o resto da temporada. Na pós-temporada, os Bengals tiveram AJ McCarron como seu quarterback titular e voltariam a enfrentar os Steelers em um jogo definido apenas em seus minutos finais, por 18 a 16. Os Steelers avançaram naquela pós-temporada até serem eliminados no AFC Divisional Playoff pelo Denver Broncos, que seriam campeões no Super Bowl 50.
Na temporada 2016, os Steelers conquistaram o título da divisão após vencerem de virada, com um touchdown de Antonio Brown a 10 segundos do fim do jogo, os Ravens por 31 a 27, na semana 16. No primeiro jogo da pós-temporada os Steelers venceram o Miami Dolphins, por 30 a 12, e se classificaram para os AFC Divisional Playoffs. Na semana seguinte, os Steelers derrotaram o Kansas City Chiefs, no Arrowhead Stadium, por 18 a 16. Neste jogo, todos os pontos dos Steelers foram marcados em 6 field goals acertados pelo kicker Chris Boswell, que estabeleceu o novo recorde de field goals acertados em um único jogo de pós-temporada. Na semana seguinte, no AFC Championship Game, os Steelers foram eliminados ao serem derrotados pelo New England Patriots por 36 a 17.

## Campeões da Divisão
| Temporada | Time                 | Campanha | Último adversário    | Resultado final na pós-temporada                             |
| --------- | -------------------- | -------- | -------------------- | ------------------------------------------------------------ |
| 1970      | Cincinnati Bengals   | 8-6-0    | Baltimore Colts      | Perdeu no AFC Divisional Playoffs (17 a 0)                   |
| 1971      | Cleveland Browns     | 9-5-0    | Baltimore Colts      | Perdeu no AFC Divisional Playoffs (20 a 3)                   |
| 1972      | Pittsburgh Steelers  | 11-3-0   | Miami Dolphins       | Perdeu no AFC Championship Game (21 a 17)                    |
| 1973      | Cincinnati Bengals   | 11-4-0   | Miami Dolphins       | Perdeu no AFC Divisional Playoffs (34 a 16)                  |
| 1974      | Pittsburgh Steelers  | 10-3-1   | Minnesota Vikings    | Venceu o Super Bowl IX (16 a 6)                              |
| 1975      | Pittsburgh Steelers  | 12-2-0   | Dallas Cowboys       | Venceu o Super Bowl X (21 a 17)                              |
| 1976      | Pittsburgh Steelers  | 10-4-0   | Oakland Raiders      | Perdeu no AFC Championship Game (24 a 7)                     |
| 1977      | Pittsburgh Steelers  | 9-5-0    | Denver Broncos       | Perdeu no AFC Divisional Playoffs (34 a 21)                  |
| 1978      | Pittsburgh Steelers  | 14-2-0   | Dallas Cowboys       | Venceu o Super Bowl XIII (35 a 31)                           |
| 1979      | Pittsburgh Steelers  | 12-4-0   | Los Angeles Rams     | Venceu o Super Bowl XIV (31 a 19)                            |
| 1980      | Cleveland Browns     | 11-5-0   | Oakland Raiders      | Perdeu no AFC Divisional Playoffs (14 a 12)                  |
| 1981      | Cincinnati Bengals   | 12-4-0   | San Francisco 49ers  | Perdeu no Super Bowl XVI (26 a 21)                           |
| 1982*     | Cincinnati Bengals   | 7-2-0    | New York Jets        | Perdeu na primeira rodada do Super Bowl Tournament (44 a 17) |
| 1983      | Pittsburgh Steelers  | 10-6-0   | Los Angeles Raiders  | Perdeu no AFC Divisional Playoffs (38 a 10)                  |
| 1984      | Pittsburgh Steelers  | 9-7-0    | Miami Dolphins       | Perdeu no AFC Championship Game (45 a 28)                    |
| 1985      | Cleveland Browns     | 8-8-0    | Miami Dolphins       | Perdeu no AFC Divisional Playoffs (38 a 10)                  |
| 1986      | Cleveland Browns     | 12-4-0   | Denver Broncos       | Perdeu no AFC Championship Game (23 a 20, na prorrogação)    |
| 1987      | Cleveland Browns     | 10-5-0   | Denver Broncos       | Perdeu no AFC Championship Game (38 a 33)                    |
| 1988      | Cincinnati Bengals   | 12-4-0   | San Francisco 49ers  | Perdeu no Super Bowl XXIII (20 a 14)                         |
| 1989      | Cleveland Browns     | 9-6-1    | Denver Broncos       | Perdeu no AFC Championship Game (37 a 21)                    |
| 1990      | Cincinnati Bengals   | 9-7-0    | Los Angeles Raiders  | Perdeu no AFC Divisional Playoffs (20 a 10)                  |
| 1991      | Houston Oilers       | 11-5-0   | Denver Broncos       | Perdeu no AFC Divisional Playoffs (20 a 10)                  |
| 1992      | Pittsburgh Steelers  | 11-5-0   | Buffalo Bills        | Perdeu no AFC Divisional Playoffs (24 a 3)                   |
| 1993      | Houston Oilers       | 12-4-0   | Kansas City Chiefs   | Perdeu no AFC Divisional Playoffs (28 a 20)                  |
| 1994      | Pittsburgh Steelers  | 12-4-0   | San Diego Chargers   | Perdeu no AFC Championship Game (17 a 13)                    |
| 1995      | Pittsburgh Steelers  | 11-5-0   | Dallas Cowboys       | Perde no Super Bowl XXX (27 a 17)                            |
| 1996      | Pittsburgh Steelers  | 10-6-0   | New England Patriots | Perdeu no AFC Divisional Playoffs (28 a 3)                   |
| 1997      | Pittsburgh Steelers  | 11-5-0   | Denver Broncos       | Perdeu no AFC Championship Game (24 a 21)                    |
| 1998      | Jacksonville Jaguars | 11-5-0   | New York Jets        | Perdeu no AFC Divisional Playoffs (34 a 24)                  |
| 1999      | Jacksonville Jaguars | 14-2-0   | Tennessee Titans     | Perdeu no AFC Championship Game (33 a 14)                    |
| 2000      | Tennessee Titans     | 13-3-0   | Baltimore Ravens     | Perdeu no AFC Divisional Playoffs (24 a 10)                  |
| 2001      | Pittsburgh Steelers  | 13-3-0   | New England Patriots | Perdeu no AFC Championship Game (24 a 17)                    |
| AFC North |                      |          |                      |                                                              |
| 2002      | Pittsburgh Steelers  | 11-5-0   | Tennessee Titans     | Perdeu no AFC Divisional Playoffs (34 a 31, na prorrogação)  |
| 2003      | Baltimore Ravens     | 10-6-0   | Tennessee Titans     | Perdeu no AFC Wild Card Playoffs (20 a 17)                   |
| 2004      | Pittsburgh Steelers  | 15-1-0   | New England Patriots | Perdeu no AFC Championship Game (41 a 27)                    |
| 2005      | Cincinnati Bengals   | 11-5-0   | Pittsburgh Steelers  | Perdeu no AFC Wild Card Playoffs (31 a 17)                   |
| 2006      | Baltimore Ravens     | 13-3-0   | Indianapolis Colts   | Perdeu no AFC Divisional Playoffs (15 a 6)                   |
| 2007      | Pittsburgh Steelers  | 10-6-0   | Jacksonville Jaguars | Perdeu no AFC Wild Card Playoffs (31 a 29)                   |
| 2008      | Pittsburgh Steelers  | 12-4-0   | Arizona Cardinals    | Venceu o Super Bowl XLIII (27 a 23)                          |
| 2009      | Cincinnati Bengals   | 10-6-0   | New York Jets        | Perdeu no AFC Wild Card Playoffs (24 a 14)                   |
| 2010      | Pittsburgh Steelers  | 12-4-0   | Green Bay Packers    | Perdeu no Super Bowl XLV (31 a 25)                           |
| 2011      | Baltimore Ravens     | 12-4-0   | New England Patriots | Perdeu no AFC Championship Game (23 a 20)                    |
| 2012      | Baltimore Ravens     | 10-6-0   | San Francisco 49ers  | Venceu o Super Bowl XLVII (34 a 31)                          |
| 2013      | Cincinnati Bengals   | 11-5-0   | San Diego Chargers   | Perdeu no AFC Wild Card Playoffs (27 a 10)                   |
| 2014      | Pittsburgh Steelers  | 11-5-0   | Baltimore Ravens     | Perdeu no AFC Wild Card Playoffs (30 a 17)                   |
| 2015      | Cincinnati Bengals   | 12-4-0   | Pittsburgh Steelers  | Perdeu no AFC Wild Card Playoffs (18 a 16)                   |
| 2016      | Pittsburgh Steelers  | 11-5-0   | New England Patriots | Perdeu no AFC Championship Game (36 a 17)                    |
| 2017      | Pittsburgh Steelers  | 13-3-0   | Jacksonville Jaguars | Perdeu no AFC Divisional Playoffs (45 a 42)                  |
| 2018      | Baltimore Ravens     | 10-6-0   | Los Angeles Chargers | Perdeu no AFC Wild Card Playoffs (23 a 17)                   |
| 2019      | Baltimore Ravens     | 10-6-0   | Tennessee Titans     | Perdeu no AFC Divisional Playoffs (28 a 12)                  |
| 2020      | Pittsburgh Steelers  | 12-4-0   | Cleveland Browns     | Perdeu no AFC Wild Card Playoffs (48 a 37)                   |
| 2021      | Cincinnati Bengals   | 10-7-0   | Los Angeles Rams     | Perdeu no Super Bowl LVI (20 a 23)                           |
| 2022      | Cincinnati Bengals   | 12-4-0   | Kansas City Chiefs   | Perdeu no AFC Divisional Playoffs (23 a 20)                  |

* A greve de jogadores em 1982, que durou 57 dias, reduziu a temporada regular para apenas 9 jogos. Com isso, a liga fez uso de um torneio de oitavas-de-final especialmente para esse ano. Para efeito de classificação as divisões foram ignoradas, com os Dolphins tendo a melhor campanha entre as equipes da divisão.

## Total de aparições nos playoffs
| Time                                              | Títulos da divisão | Aparições em pós-temporada | Títulos de conferência | Conquistas de Super Bowl |
| ------------------------------------------------- | ------------------ | -------------------------- | ---------------------- | ------------------------ |
| Pittsburgh Steelers                               | 24                 | 32                         | 8                      | 6                        |
| Cincinnati Bengals                                | 11                 | 16                         | 3                      | 0                        |
| Cleveland Browns                                  | 6                  | 15                         | 0                      | 0                        |
| Baltimore Ravens                                  | 6                  | 14                         | 2                      | 2                        |
| Houston Oilers/Tennessee Oilers/Tennessee Titans* | 3                  | 12                         | 1                      | 6                        |
| Jacksonville Jaguars*                             | 2                  | 4                          | 0                      | 6                        |

*Consideradas apenas as aparições de quando as equipes faziam parte da AFC North.